# Société de Construction Aéronavale
Die Société de Construction Aéronavale (S.C.A.N.) war ein französischer Hersteller von Wasserflugzeugen. Das Unternehmen war am Port-Neuf in La Rochelle beheimatet. Ihr Direktor Léon Douzille starb bei einem Testflug im Jahr 1948.
Das Unternehmen produzierte von 1938 bis 1952 nur zwei Typen von Wasserflugzeugen: Das einmotorige Ausbildungs-Flugboot S.C.A.N. 20 und die zweimotorige S.C.A.N. 30, eine Lizenzfertigung der Grumman Widgeon.
Ab 1952 wandte sich das Unternehmen der Produktion von Aluminiumprofilen für den Bau von Fertighäusern zu. Zum Zeitpunkt der Schließung im Jahre 1979 waren 279 Personen beschäftigt.